# Antikatolicismus
Antikatolicismus je termín označující nepřátelský postoj vůči katolické církvi a jejím následovníkům. Je charakteristický pro celou řadu navzájem neslučitelných ideologií a filosofických směrů a může být založen na celé řadě východisek. Pojem se často používá také ve vztahu k politickým režimům a náboženské perzekuci zaměřené speciálně na katolickou církev. Mezi nejvýznamnější současné větve antikatolicismu se řadí ty, které jsou založeny na militantním ateismu a materialismu, a ty, které pocházejí z tvrdých větví protestantismu.